# Город смерти
Город смерти (англ. City of Death) — вторая серия семнадцатого сезона британского научно-фантастического телесериала «Доктор Кто», состоящая из четырёх эпизодов, которые были показаны в период с 29 сентября по 20 октября 1979 года.

## Сюжет
Наслаждаясь своим пребыванием в Париже с Романой, Доктор чувствует эффекты искажения времени. В Лувре он встречает графиню Скарлиони (Катерина Шелл) с инопланетным браслетом, сканирующую системы охраны, а также следящего за ней инспектора Даггана: та выставила на аукционы несколько утерянных произведений искусства. Все трое попадают в плен к графу Скарлиони, но сбегают и обнаруживают в особняке доктора Керенского, экспериментирующего со временем, а также шесть точных копий Моны Лизы, точно нарисованных самим Леонардо да Винчи.
Доктор отправляется к Леонардо, но его ловит капитан Танкреди, выглядящий как граф Скарлиони, который рассказывает: он - Скарот, последний из расы джагарот, чьи фрагменты были разбросаны взрывом его корабля по времени и пространству 400 миллионов лет назад. Пытаясь восстановить себя и расу, он помог человеческому прогрессу, оставаясь в контакте с остальными своими частями. Танкреди в своей эре убедил Леонардо нарисовать 6 точных копий Моны Лизы, и Скарлиони, похитив подлинник в 1979-м, может продать её семь раз, профинансировав тем самым работу Керенского. Вырубив охранника, Доктор пишет на холстах маркером "Это подделка", оставив инструкции Леонардо рисовать поверх текста, и сбегает от Танкреди.
Вернувшись назад, Доктор узнаёт о краже Моны Лизы. Скарот тем временем убивает Керенского и угрожает всему городу тем же самым, если Романа не завершит его работу. Доктор говорит графине, что её муж не человек, и та видит его истинное лицо, но граф её убивает. Романа настраивает машину времени на возвращение через две минуты, и Скарот отправляется в прошлое, чтобы помешать взрыву корабля, и Доктор понимает: именно этот взрыв и был вспышкой энергии, давшей начало жизни на Земле, и, если он не случится, всё живое на Земле перестанет существовать. Догнав Скарота на ТАРДИС, Дагган вырубает его, тот возвращается в настоящее и корабль взрывается.
В настоящем Скарота убивает его слуга Херманн, не узнавший его без маски, а всё поместье взрывается. Пять копий Моны Лизы уничтожены, а Доктор и Романа прощаются с Дагганом на Эйфелевой башне.

## Трансляции и отзывы
| Эпизод            | Дата показа      | Продолжительность | Телезрители (в миллионах) |
| ----------------- | ---------------- | ----------------- | ------------------------- |
| «Часть 1»         | 29 сентября 1979 | 24:25             | 12,4                      |
| «Часть 2»         | 6 октября 1979   | 24:33             | 14,1                      |
| «Часть 3»         | 13 октября 1979  | 25:25             | 15,4                      |
| «Часть 4»         | 20 октября 1979  | 25:08             | 16,1                      |
| [ 1 ] [ 2 ] [ 3 ] |                  |                   |                           |

## Интересные факты
- Последний эпизод серии посмотрели более 16 миллионов человек - наивысший результат для сериала. Среднее количество зрителей каждого эпизода серии, 14.5 миллионов, также является наивысшим для классического сериала.
- В роли одного из посетителей музея снялся Джон Клиз, член знаменитой комик-группы «Монти Пайтон».